# Hof-Apotheke (Stuttgart)

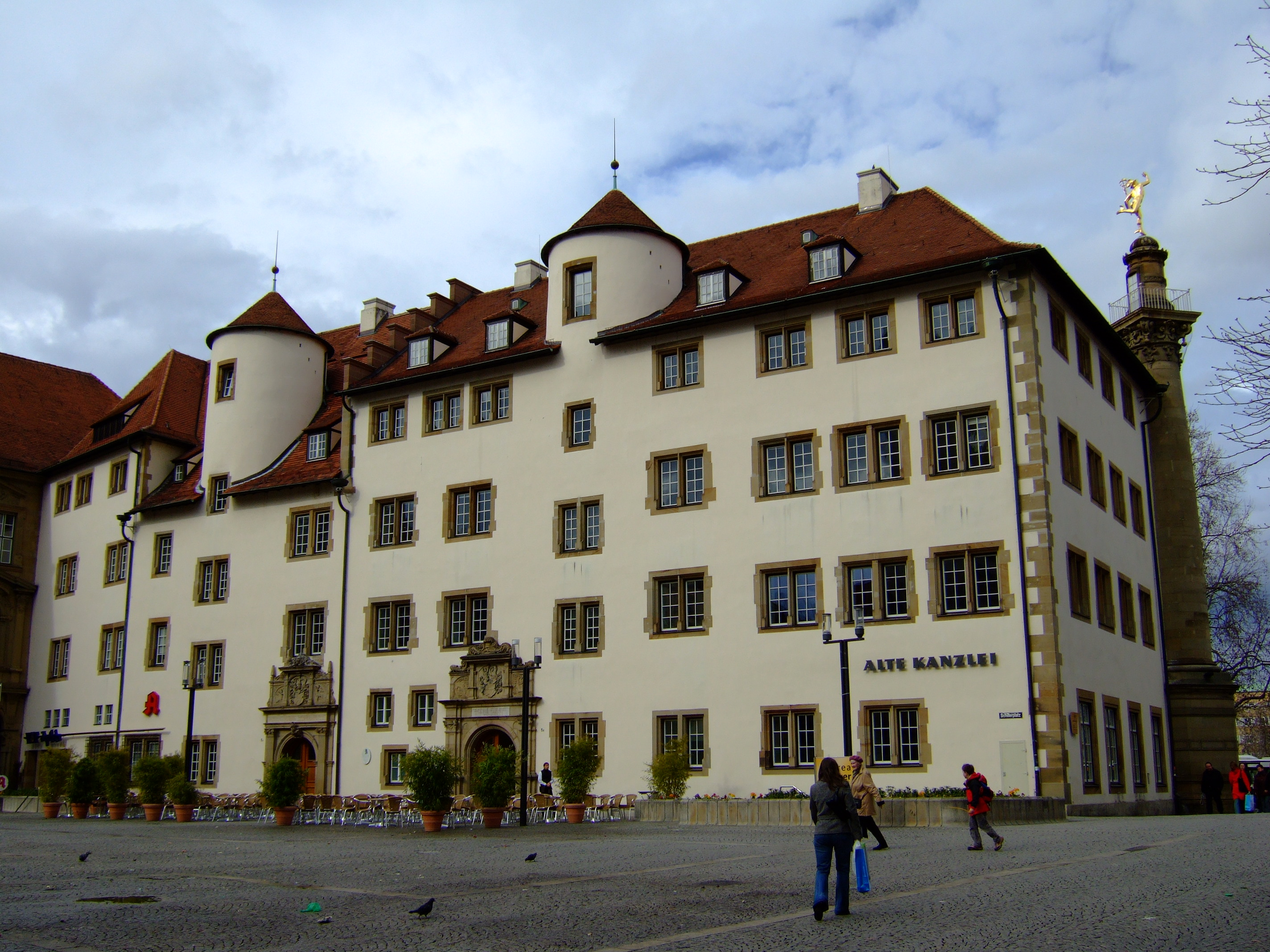
Die Hofapotheke Stuttgart befindet sich in der Alten Kanzlei am Schillerplatz (hinten links)

Die Hof-Apotheke in Stuttgart wurde spätestens im Jahr 1645, möglicherweise auch schon 1551 gegründet und ist damit eine der ältesten Apotheken Stuttgarts.

## Geschichte

### Vorgeschichte
Ein „gräflicher Apotheker“ in Stuttgart ist erstmals im Jahre 1412 urkundlich belegt, der „ehrbare und fürsichtige Mann Meister Heinrich Glatz, zurzeit Apotheker der gnädigen Herrschaft zu Wirtemberg“. Aus der zweiten Hälfte des 15. und dem Beginn des 16. Jahrhunderts sind weitere Bestallungen überliefert. In allen diesen Fällen handelte es sich um die Betreiber der öffentlichen Apotheke in der Stadt Stuttgart, die zugleich, „gewissermaßen im Nebenamt“, als gräfliche bzw. herzogliche Apotheker fungierten und dafür eine Vergütung erhielten. Herzog Christoph von Württemberg verlieh dem herzoglichen Apotheker Cyriakus Horn am 30. November 1551 erstmals den Titel „Hofapotheker“. Dieser seitdem regelmäßig vergebene Titel bezeichnete aber keine exklusive Dienststellung des Trägers; die Hofapotheker betrieben weiterhin ihre Stadtapotheke und versorgten daneben die herzogliche Familie und die Hofbediensteten mit Arzneien.

### Die Apotheke der Herzogin Anna Maria
Insbesondere in älterer Literatur findet sich häufig die Angabe, die Stuttgarter Hofapotheke sei von Herzogin Anna Maria gestiftet worden. Für diese Gründung gibt es keinen urkundlichen Nachweis; überliefert ist sie jedoch in zwei lateinischen Leichenpredigten des 16. Jahrhunderts für Anna Maria und ihren Gemahl, Herzog Christoph. Dietrich Schnepf rühmt in seiner 1570 gedruckten Leichenpredigt auf Herzog Christoph dessen große Wohltätigkeit und schreibt in diesem Zusammenhang: „Die Fürstin hat in Nachahmung der Mildtätigkeit des Herrn im Stuttgarter Schloss unter großen Kosten eine Apotheke eingerichtet und ausgestattet, die allen armen Untertanen, die von schlechter Gesundheit sind, immer offen steht und sie bereitwilligst mit Arzneien versorgt.“ Erhard Cellius, der in seiner 1592 gedruckten Leichenpredigt für die Herzogin Anna Maria deren überschwängliches Lob als „Schöpferin und Bewahrerin“ dieser Apotheke über zwei Seiten ausbreitet, schreibt, dass die Apotheke vom Herzog auf Bitten seiner Gemahlin für die Armen eingerichtet worden sei, und betont, dass dort nichts verkauft werde, alle Arzneien kostenlos seien und es keine Apothekentaxe gebe. Sie stehe außer den Armen auch anderen in Notfällen offen, wenn etwas anderswo nicht oder nicht in derselben Qualität vorhanden sei, wie er bei einer Krankheit seines kleinen Sohnes selbst erfahren habe. Zudem berichtet er, dass die Offizin (officina) zwar einem eigenen Meister (proprio magistro) anvertraut worden sei, die Herzogin selbst aber die Oberaufsicht geführt und gleichsam als Vorsteherin (quasi praefectam) fungiert habe, sich auch selbst um die Arzneien gekümmert und sie verwaltet habe.
Ein Datum für die Gründung nennen beide Autoren nicht; die in der Literatur genannten Jahreszahlen 1544, 1551 und 1559 sind sämtlich spekulativ. 1544 regierte Herzog Christoph noch gar nicht; das Datum 1551 ist von der Ernennung des Cyriakus Horn zum Hofapotheker übernommen, das Datum 1559 von der Einrichtung der ersten vier „Landapotheken“ im Herzogtum Württemberg durch die Große Kirchenordnung. Dass mit der Ernennung Horns zugleich die Leitung der von der Herzogin eingerichteten Apotheke im Schloss verbunden war, wie Walter Dörr annimmt, er also der von Cellius erwähnte magister war, ist naheliegend, aber aufgrund fehlender Quellen letztlich nicht beweisbar. 
Der wesentliche Unterschied zwischen Anna Marias Gründung und der vorher bestehenden Arzneimittelversorgung des Hofes war offenbar, neben einer erheblichen Vergrößerung der Einrichtung, dass nunmehr außer dem herzoglichen Hof auch die Armen von der Apotheke im Schloss kostenlos mit Arzneien versorgt wurden. Armin Wankmüller nimmt allerdings an, dass es sich auch weiterhin nur um eine „Arzneikammer“ und nicht um eine voll eingerichtete Apotheke gehandelt habe.

### Neugründung der Hofapotheke
Über das weitere Schicksal der Apotheke oder Arzneikammer im herzoglichen Schloss lassen sich wegen fehlender Quellen keine gesicherten Aussagen treffen. Träger des Titels „Hofapotheker“ gab es in Stuttgart aber nur bis zum Jahre 1609. Danach wurde erst wieder am 28. März 1639 der aus Tours stammende Apotheker Johann Gudrio (auch: Gudrion) von Herzog Eberhard II. als Hofapotheker angestellt und mit der Einrichtung einer eigenständigen Hofapotheke im Alten Schloss beauftragt. Da Gudrio erst 1645 als Hofapotheker vereidigt wurde und eine Dienstanweisung zur Führung der Apotheke erhielt, hat sich deren Neueinrichtung und Inbetriebnahme in dem durch den Dreißigjährigen Krieg verheerten und verarmten Württemberg vermutlich so lange hingezogen. 
Die obigen Daten lassen auf eine zeitliche Lücke von mindestens dreißig Jahren zu der von Herzogin Anna Maria begründeten Apotheke schließen. Andererseits heißt es in einem Bericht des Innenministeriums an den König vom 18. Mai 1819, dass nach Auskunft des Finanzministeriums die Hofapotheke „ein selbstständiges Institut sey, welches von der Herzogin Anna Maria, Gemahlin des Herzogs Christoph, zu dem Endzwecke gestiftet worden, um den Hof und gewiße Arme unentgeldlich mit Arzneyen zu versorgen, zugleich aber durch Arzney-Verkauf seine Fonds zu vermehren“. Hier wird also von einem kontinuierlichen Bestehen der Hofapotheke seit Anna Maria ausgegangen.
Im Unterschied zu den mittlerweile drei öffentlichen Apotheken in der Stadt Stuttgart befand sich die Hofapotheke im Eigentum des Herzogs und wurde auf dessen Rechnung betrieben. Anders als die früheren „Hofapotheker“ waren Gudrio und seine Nachfolger „Hofdiener“, also mit einem festen Gehalt angestellt und weisungsgebunden. Gudrio durfte Arzneien nur auf Anweisung des „Hof-Medikus“ oder des Herzogs abgeben und nur an Angehörige des Hofes und der Kanzlei sowie städtische Arme. Auch die Visitation der Hofapotheke wurde, anders als bei den anderen Apotheken, gesondert durch die Hofärzte durchgeführt.

### Weitere Entwicklung
Der Ruf der Hofapotheke schwankte im Lauf der Zeit: 1708 galt sie als „edles Kleinod“, wohingegen ein Visitationsbericht von 1721 zu dem Ergebnis kam: „Die Hofapotheke ist unter den in Stuttgart vorhandenen 4 Apotheken die allerschlechteste.“ In einer 1815 erschienenen Veröffentlichung hieß es wiederum, sie „steht in einem vorzüglichen Rufe, der ihr mit Recht gebührt“. Kurzfristig beeinträchtigt wurde dieser Ruf, als der Apothekergehilfe Christian Gotthold Engelmann 1814 bei der Zubereitung einer Arznei Substanzen verwechselte, wodurch 14 Zöglinge des Waisenhauses erkrankten. Aber schon 1822 galt die Hofapotheke wieder als „Muster-Anstalt für die übrigen Apotheken des Königreichs“.
Seit der Gründung des Waisenhauses 1712 war die Hofapotheke verpflichtet, es kostenlos mit Arzneimitteln zu versorgen. 1721 beklagte sich der Hofapotheker Heller, dass der jährliche Zuschuss der fürstlichen Rentkammer an die Hofapotheke in Höhe von 300 Gulden nie gezahlt worden sei. Möglicherweise diente es auch zur Verbesserung ihrer Finanzierung, dass ihr am 26. März 1729 das landesweite Monopol für die Herstellung des „Himmlischen Theriak“, eines damals hochgeschätzten Universalheilmittels, erteilt wurde. Jedenfalls war der Hofapotheke im 18. Jahrhundert neben der Versorgung des Hofes und der kostenlosen Medikamentenabgabe an Arme auch der Verkauf von Medikamenten an Bürger erlaubt.

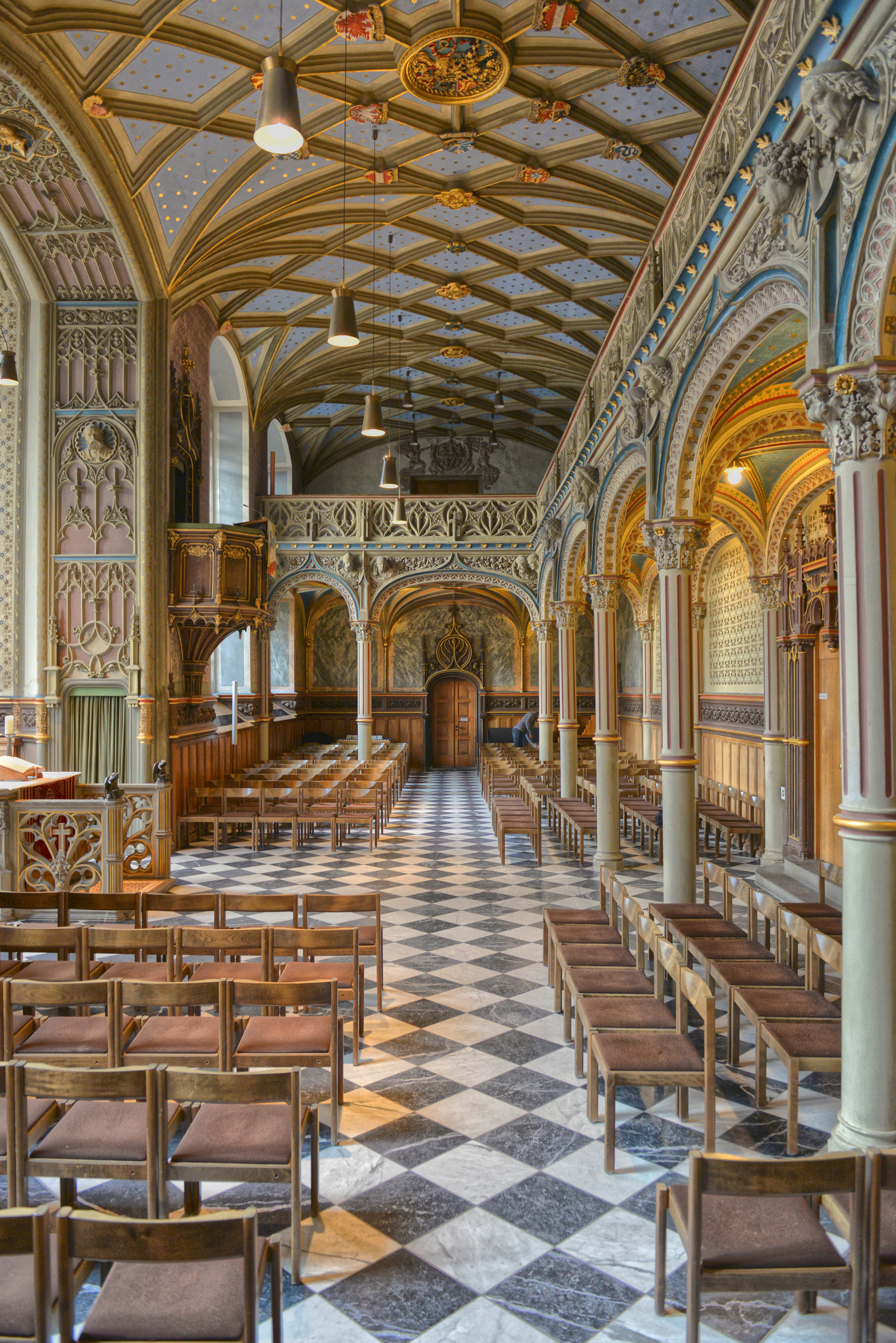
Schlosskirche im Alten Schloss. Hier war die Hofapotheke von 1820 bis 1865 untergebracht.

Da jeder in Stuttgart praktizierende Arzt das Recht hatte, für bedürftige Patienten Gratisrezepte auf die Hofapotheke auszustellen, hatte die Verpflichtung zur kostenlosen Versorgung der Armen zu Beginn des 19. Jahrhunderts ein solches Ausmaß angenommen, dass König Wilhelm I. sie nach Gründung des Stuttgarter Wohltätigkeitsvereins 1817 in eine jährliche Zahlung von 500 Gulden an den Wohltätigkeitsverein umwandelte; 1832 wurde daraus die Verpflichtung, dem Verein kostenlos Medikamente bis zum Verkaufspreis von 1000 Gulden jährlich zu liefern, da man davon ausging, dass deren Einkaufspreis etwa der bisherigen Summe entsprach. Trotz der Verpflichtung zur kostenlosen Versorgung des Hofes, des Waisenhauses und der Armen erzielte die nunmehr „Königliche Hof-Apotheke“ immer noch beträchtliche Jahresüberschüsse, die einem gesonderten Kapitalfonds zuflossen.
Ende des 18. Jahrhunderts zog die Hofapotheke vom Seitenflügel des Alten Schlosses in die Räume des Krankenzimmertraktes der Hohen Karlsschule. 1820 zog die Hofapotheke in die Schlosskapelle im Alten Schloss, die hierfür umgebaut wurde. 1865 wurde die Hof-Apotheke in wesentlich größere Räumlichkeiten in der Alten Kanzlei am Schillerplatz verlegt, wo sie das gesamte Erdgeschoss einnahm. Die bessere Lage hatte eine erhebliche Zunahme des Geschäfts zur Folge, so dass die Hofapotheke, die zwischenzeitlich rote Zahlen geschrieben hatte, wieder einen steigenden Reingewinn erzielen konnte.

### Hofapotheke und Stadtapotheken
Mit der Einrichtung der Hofapotheke entstand für die in der Stadt Stuttgart ansässigen Apotheker eine unliebsame Konkurrenz. Die Folge war das, was Clessler als „der bekannte durch beinahe zwei Jahrhunderte mit mehr oder weniger Zähigkeit von den Stadt-Apothekern geführte Krieg gegen die Hofapotheke“ beschreibt.
Erstmals beschwerten sich 1660 die drei Stuttgarter Apotheker bei Herzog Eberhard II., dass sich nicht nur die Armen, „sondern schier alle von Adel, item vermöglich und habhafte Burger“ der Hofapotheke bedienten, „als da sie Alles umbsonst haben können“. Außerdem beschuldigten sie den Hofapotheker, nebenher eine private Apotheke und Arztpraxis zu betreiben. Der Herzog sicherte ihnen Abhilfe zu. Als sich die Stadtapotheker im Jahr 1800  über allzu billige Preise der Hofapotheke beschwerten, beriefen sie sich auf dieses herzogliche Dekret von 1660, um ihr das Recht auf Medikamentenverkauf ganz abzusprechen. Ein dazu eingeholtes Gutachten stellte jedoch fest, dass keine Akten zur „Fundation“ (Gründung) der Hofapotheke vorlägen und folglich nicht entschieden werden könne, ob die Hofapotheke zur Abgabe von Arzneimitteln auch an Adel und Bürger berechtigt sei oder nicht. Bei einer erneuten Eingabe von 1805, in der die Apotheker dagegen protestierten, dass das vom Herzog besoldete Personal der Hofapotheke um einen zweiten Gesellen ergänzt werden sollte, beriefen sie sich wieder auf eine angebliche „Fundationsakte“, gegen die die Hofapotheke mit der allgemeinen Medikamentenabgabe verstoße, konnten aber auf Anforderung kein entsprechendes Schriftstück beibringen. Auch in einer Eingabe von 1806 heißt es, dass „die ehemalen für den Allerhöchsten Königlichen Dienst einzig bestimmte Hofapothek so viel in die Stadt verkauft als ein jeder anderer Apotheker“. Nachdem eine 1821 eingereichte Eingabe auf „Einstellung des Gewerbsbetriebs der Hofapotheke“ abgelehnt worden war, reichten sechs Stadtapotheker sogar eine gerichtliche Klage gegen die Hof-Domänenkammer ein, die aber ebenfalls erfolglos blieb. Einen letzten Versuch unternahmen die Stadtapotheker im Jahr 1867, als sie beantragten, der Hofapotheke das ausschließliche Recht zur Belieferung des Local-Wohltätigkeits-Vereins und des Waisenhauses zu entziehen, und zur Begründung wieder anführten, „daß der Verkauf von Medicamenten nicht in deren Bestimmung gelegen“ habe. In ihrer Ablehnung dieses Gesuchs führte die Hof-Domänenkammer aus: „Eine Urkunde über die Gründung der Hof-Apotheke existiert nicht; was man davon weiß, rührt nur aus historischen Schriften her. Nirgends steht, daß die Abgabe von Medicamenten gegen Bezahlung von der Bestimmung der Hof-Apotheke geradezu ausgeschlossen gewesen sey, wohl aber erhellt aus den Acten, daß solche von alter Zeit her stattgefunden hat.“ Die „von Alters her“ bestehende Verpflichtung der Hof-Apotheke, arme Kranke unentgeltlich mit Arzneimitteln zu versorgen, bestehe weiterhin in der Weise fort, dass jährlich an das Waisenhaus Medikamente bis zum Wert von 500 Gulden, an den Local-Wohltätigkeitsverein bis zum Wert von 850 Gulden unentgeltlich abgegeben würden, womit deren Bedarf vollkommen gedeckt sei. Ansonsten sei die Hof-Apotheke den anderen Apotheken in jeder Hinsicht rechtlich gleichgestellt.

### 20. Jahrhundert
1910 wurde die Leitung der Hofapotheke erstmals nicht mehr an einen angestellten Apotheker, sondern durch Verpachtung vergeben. Der Pächter, Carl Fuchs, nahm eine durchgreifende Modernisierung der Apotheke vor.
Nach dem Ende der Monarchie 1918 ging die bis dahin zur Hofökonomieverwaltung gehörende Königliche Hof-Apotheke an die Württembergische Staatsfinanzverwaltung über, die das Pachtverhältnis mit Fuchs fortsetzte.
Im Zweiten Weltkrieg wurde die Hof-Apotheke durch drei Bombenangriffe beschädigt, konnte aber zunächst ihren Betrieb aufrechterhalten. Beim Angriff in der Nacht vom 12. auf den 13. September 1944 wurden dann die Alte Kanzlei und die Hof-Apotheke fast völlig zerstört. Nach dem Ende des Zweiten Weltkrieges wurde die Hof-Apotheke 1946/1947 zuerst provisorisch in einem erhaltenen Gewölberaum in der Ruine der Alten Kanzlei untergebracht. 1951 begann der Wiederaufbau der Alten Kanzlei; während dieser Zeit zog die Hof-Apotheke ab Mai 1951 in die Ruine des Kronprinzenpalais, Ecke Königs- und Kanzleistraße. Nach Abschluss der Wiederaufbauarbeiten konnte die Hof-Apotheke am 3. August 1953 in der Alten Kanzlei wiedereröffnet werden, allerdings auf erheblich kleinerer Fläche als vorher.
Schon vor dem Ersten Weltkrieg verfügte die Hof-Apotheke über eine homöopathische Abteilung. Bis in die 1980er Jahre blieben der homöopathische und der allopathische Bereich räumlich voneinander getrennt (eigene Eingänge vom Schillerplatz bzw. Schlossplatz).

## Apotheker
Die Hofapotheke wurde seit 1645 von folgenden Apothekern geführt:
| Name                                    | Zeit      | Bemerkungen                                   |
| --------------------------------------- | --------- | --------------------------------------------- |
| Johann Gudrio(n)                        | 1645–1660 |                                               |
| Anastasius Reiff                        | 1660–1679 |                                               |
| Johann Georg Blankenhorn                | 1679–1687 | Schwiegersohn des vorigen                     |
| Ulrich Gottlieb Heller                  | 1687–1728 |                                               |
| Anton Hermann Niedermann                | 1728–1741 |                                               |
| Johann Jakob Mayer                      | 1741–1743 |                                               |
| Philipp Jakob Breyer                    | 1743–1745 |                                               |
| Friedrich Ludwig Gmelin                 | 1745–1774 |                                               |
| Philipp Johann G. E. Gmelin             | 1774–1803 | Sohn des vorigen                              |
| Joachim Heinrich Friedrich Pöppermüller | 1803–1810 |                                               |
| Immanuel Rühle                          | 1810–1822 |                                               |
| Carl Ludwig August Demler               | 1822–1848 | Obermedizinalassessor                         |
| Julius Zindel                           | 1848–1880 | 1856 Obermedicinalassessor, 1865 Medizinalrat |
| Hermann Ochsenreiter                    | 1880–1910 | 1895 Hofrat, 1907 Geheimer Hofrat             |
| Carl Fuchs                              | 1910–1955 | 1918 Hofrat                                   |
| Wilhelm Spindler                        | 1955–1989 | Schwiegersohn des vorigen                     |
| Jan Tomsky                              | 1989–     |                                               |